# Silnice I/16 (Slovensko)
Silnice I. třídy 16 (I/16) je silnice I. třídy vedoucí v trase Zvolen–Lučenec–Rožňava–Košice. Silnice vznikla rozdělením (dnes už zaniklé) silnice I/50 na tři samostatné silnice.

## Průběh

### Banskobystrický kraj

#### Okres Zvolen
I/16 začíná ve Zvolenu křižovatkou se silnicí I/66, III/2453 a III/2442. Za Zvolenem se kříží s III/2452 a III/2443 a ve Zvolenské Slatine s II/591 a III/2444.

#### Okres Detva
Dále přechází silniční komunikace do okresu Detva. Nejprve se ve Vígľaši kříží s III/2690, potom mimo obce se silnicemi II/591, III/2693, III/2692 a v Detvě s III/2455 a III/2694. Následně prochází přes Kriváň (křižovatka s II/526), kříží se s III/2695 a dostává se do okresu Lučenec.

#### Okres Lučenec
V okrese Lučenec se nejdřív kříží s III/2630 a III/2631, potom v obci Mýtna s III/2632, za ní s III/2637, v Lovinobani s III/2638 a III/2646. Další křižovatky na trase jsou se silnicemi III/2639, III/2640, III/2641, II/595, III/2644, III/2666, v Lučenci s I/75 a I/71 a I/16 pokračuje dále křižovatkami s III/2642 a III/2669 do okresu Rimavská Sobota.

#### Okres Rimavská Sobota
V okrese Rimavská Sobota se I/16 kříží v obci Ožďany s III/2740, v Rimavské Sobotě se silnicemi II/531, III/2744, III/2782, III/2751 a s III/2752. Dále se na trase I/16 nacházejí křižovatky s III/2753 a III/2798 v Bátce, mimo obce s III/2759 a III/2760, s III/2761 ve Fize a za Figou s III/2805.

#### Okres Revúca
V okrese Revúca se nachází křižovatka se silnicí II/532 a III/2821, s I/67 v Tornaľe a za městem s III/2822.

### Košický kraj

#### Okres Rožňava

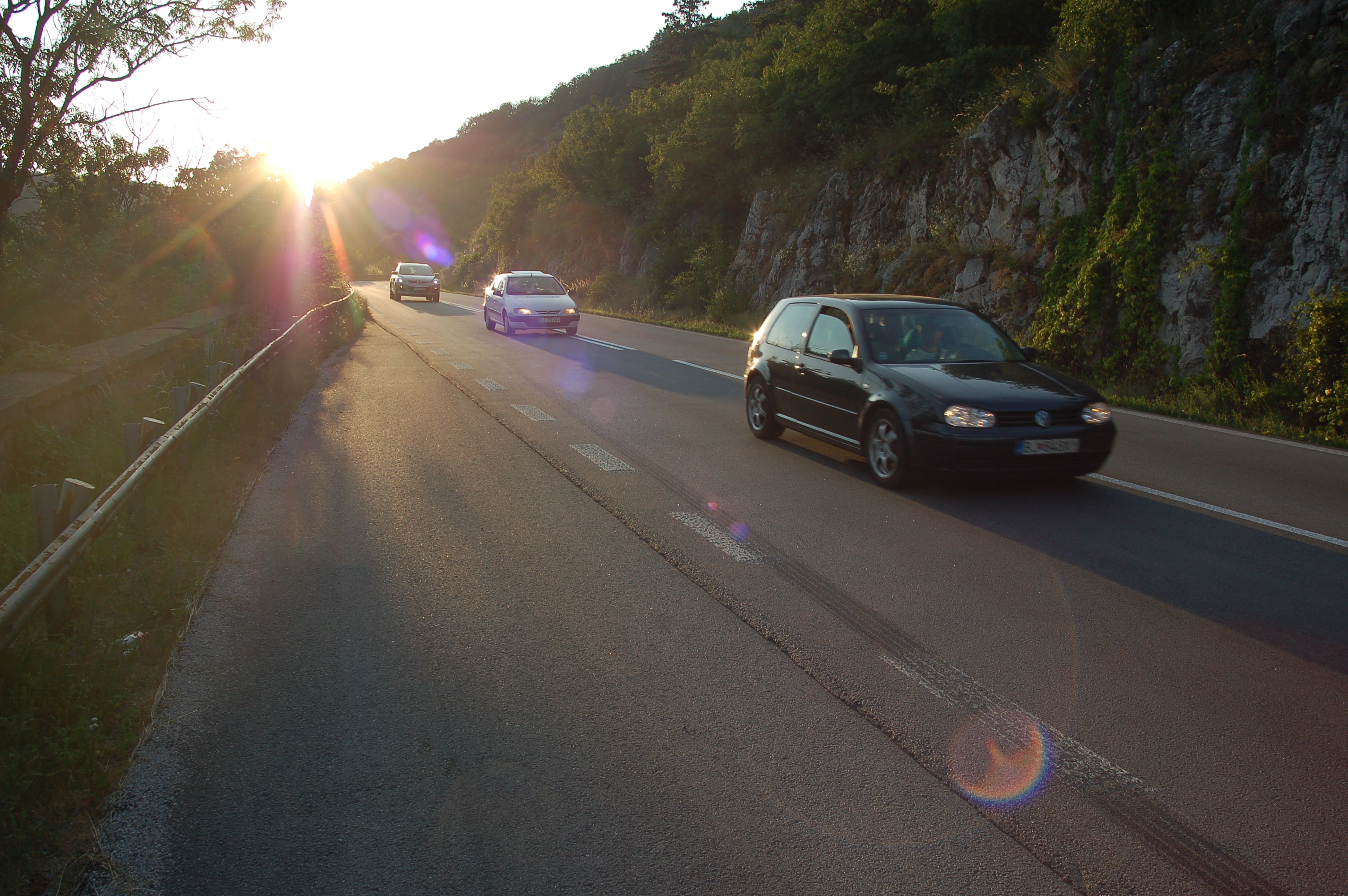
Silnice I/16 na horském přechodu Soroška

V Košickém kraji nejdříve I/16 prochází Rožňavou. Vede přes Bohúňovo s křižovatkou s III/3001, potom křižovatkami s III/3003, II/587 u Plešivce. Následují křižovatky mimo obce s III/3025, III/3009, III/3021, III/3000, III/3012, u Rožňavy s II/526, I/67, za Rožňavou s III/3014 a v Krásnohorském Podhradí s II/549. Dále následují křižovaní mimo obce s III/3012, III/3015, III/3017, III/3018, III/3024 a III/3020.

#### Okres Košice-okolí
V okrese Košice-okolí se nejdříve kříží se silnicemi III/3297, III/3298, III/3329, III/3306, III/3329, v Moldavě nad Bodvou se kříží s II/550. Následuje křižovatka s III/3366, obec Čečejovce s křižovatkami s III/3311 a III/3313, křižovatka s III/3314 a silnice I/16 vchází do Košic.

## Stavební úseky

### Budča – Zvolen
Tento úsek silnice měřící přibližně 6 km byl postavený v letech 1982–1986 v rámci přestavby tehdejší silnice I/50 mezi Šášovským Podhradím a Zvolenem. Úsek v kategorii R 22,5 projektoval Dopravoprojekt Bratislava a vybudoval Doprastav, n.p. V letech 2001–2004 byla na silnici u Budče vybudovaná v souvislosti s výstavbou úseku Rychlostní silnice R1 nová, neúplná křižovatka Budča, v níž se silnice ve směru od Zvolena připojuje na R1. V tomto období byl také označený celý úsek až po Šášovské Podhradie značkou silnice pro motorová vozidla, úsek mezi Šášovským Podhradím a Budčou byl pričleněn k R1; úsek mezi Budčou a Zvolenem zůstal označený jako I/50 a od té doby slouží jako přivaděč od města Zvolen na R1.

### Zvolen, jižní obchvat
v 90. letech byl vybudovaný jižní obchvat Zvolena, který odklonil tranzitní dopravu z centra města. Stavba začíná na křižovatce silnic I/16 a I/66 a pokračuje prolukou medzi Zvolenem a jeho částmi Neresnica a Môťová. Úsek projektoval Dopravoprojekt a vybudoval Doprastav. Do provozu byl uveden v roce 1996. Dominantou úseku je Estakáda Pustý hrad dlouhá 726 m s maximálním rozpětím 47 m. Úsek byl původně plánovaný jako 1/2 profil rychlostní silnice, budovaný je v kategorii C 11,5/70.

### Mimoúrovňová křižovatka Neresnica
V letech 2012–2014 proběhla přestavba někdejšího úrovňového křížení silnic I/50 a I/66 na mimoúrovňové. Zrealizovala se rekonstrukce silnice I/16 jako směrově rozdelená silnice kategorie R 22,5/80 v délce 440 m, dále pokračovala úprava krytu vozovky bez změny šířkových parametrů v délce 267 m a na pokračujícím úseku rekonstrukce silnice v délce 1,7 km. Na silnici I/66 se zrealizovala úplná rekonstrukce silnice v délce 678 m. Vybudovaly se celkem 3 mosty, z toho jeden na silnici I/16, další na silnici I/66 nad I/16 a jeden i na železniční trati Zvolen – Krupina – Šahy. Most silnice I/66 nad silnicí 1/16 je dvoupolový, monolitický předpjatý rám s rozpětím polí 2×17,4 m a nad potokem Neresnica je na silnici I/16 dvojitý most délky 26,4 m, jako železobetonový monolitický rám založený na velkoprůměrových pilotách. Na železniční trati Zvolen – Šahy se nad silnicí I/16 vybudoval nový ocelový most o dvou polích s rozpětím polí 2 × 16,9 m. V rámci stavby se zrealizovalo přeložení inženýrských sítí (vodovod, parovod, kanalizace, telekomunikační metalické a optické kabely, vedení vysokého a nízkého napětí) včetně jejich křížení přes vodní tok, úprava koryta říčky Neresnica a nevyhnutelné demolice budov a čerpací stanice pohonných hmot.
Stavbu provedly Stavby mostov Slovakia, a.s. s náklady 8,19 mil. €, financovaná byla především z evropských fondů přes Operačný program Doprava.

### Ružová osada, přeložka
V současné době[kdy?] probíhá přeložka silnice I/16 u Ružové osady, zhruba na půli cesty mezi Lučencem a Rimavskou Sobotou. Tato stavba je vynucena především nevhodným směrovým vedením současné silnice, které způsobuje, že daný úsek je kritickou nehodovou lokalitou. V rámci stavby dojde k přeložce silnice jižním směrem, čím se odstraní přejezd Ružovou osadou jakož i nejkritičtější zatáčkou, v které je dnes omezení na 40 km/h. Na rekonstruovaném úseku přibude nová křižovatka, dva nové mosty přes místní potoky a nové napojení Ružové osady. Pro její obyvatele budou postaveny dvě nové autobusové zastávky s přístřeškem, chodníky u hlavní cesty a přechody pro chodce. Nainstalována budou nová bezpečná svodidla, stejně i dopravní značení a vodící zařízení. Rekonstrukce zahrnuje i vybudování nové silniční kanalizace. Zhotovitelem této přeložky v kategorii C 9,5/80 je Skanska SK a její realizace si vyžádá přibližně 5,6 mil. €. Přeložka má být hotová v dubnu 2016.